# Zaïna, Cavalière de l'Atlas
Zaïna, Cavalière de l'Atlas è un film del 2005 diretto da Bourlem Guerdjou.